# Heinkel He 177
Le Heinkel He 177 est un bombardier lourd allemand à long rayon d'action utilisé par l'Allemagne nazie pendant la Seconde Guerre mondiale.

## Histoire
Bombardier stratégique très longtemps attendu par la Luftwaffe, le He 177 était un avion de grandes dimensions dont la propulsion était assurée par quatre moteurs montés deux par deux dans des nacelles de voilure. Cette solution avait l'avantage de donner à l'appareil la puissance d'un quadrimoteur avec l'aérodynamisme d'un bimoteur. Cependant, elle se révéla impossible à mettre au point : l'échauffement produit par le défaut de synchronisation provoqua de très nombreux incendies. Des avions prirent même feu pendant le pont aérien de Stalingrad en plein hiver russe ! Heinkel proposa une variante provisoire avec quatre moteurs séparés mais la Luftwaffe ne voulut pas en entendre parler malgré le comportement satisfaisant du prototype (utilisé par la France après guerre). Une autre solution avec moteurs en tandem (comme sur le Do 26) ne fut même pas envisagée. Il faudra attendre fin 1943 pour que la version He 177A-5 soit à peu près utilisable, soit un retard d'environ 18 mois sur les prévisions. Mais la situation générale ne permettait plus de constituer une flotte importante.
Hitler se faisait régulièrement présenter tous les nouveaux matériels de son armée et de son aviation. À en croire les mémoires de Speer (Au cœur du IIIe Reich), quand on lui montra le prototype du He 177 et qu'on lui eut décrit sa configuration très particulière, Hitler aurait dit : « Ça ne marchera jamais ! ». De fait, aucune tentative d'avions à moteurs couplés (il y en eut hors d'Allemagne) ne déboucha jamais sur une fabrication en série.
Entré en service opérationnel au milieu de l'année 1942, cet appareil était doté d'une grande soute à bombes et d'ailes à fort allongement. Ses caractéristiques sur le papier l'emportaient nettement sur celles des B-17, B-24 et Lancaster (mais non sur le B-29, il est vrai plus récent). Le He 177A bénéficiait d'une remarquable capacité d'emport de charge, mais souffrait constamment de problèmes mécaniques et de structure. De ce fait, il ne participa que rarement à des raids de grande envergure sur le front occidental, et fut plutôt utilisé pour l'attaque de convois maritimes. Cependant, le KG 1 employa 87 He 177 lors d'une expédition sur Velikié Louki, en Union soviétique, au milieu de 1944.
Tout au long de leur existence, les moteurs du « Greif » firent preuve d'une fiabilité douteuse, et occasionnèrent en effet un nombre inimaginable d'accidents. Ainsi, le 13 février 1944, sur quatorze appareils prêts à décoller pour Londres sous le regard d'Hermann Göring, treize prirent le départ, huit furent contraints de rentrer prématurément à la base pour cause de surchauffe moteur, quatre atteignirent l'objectif, et trois seulement en revinrent.
Le 20 décembre 1943 prit l'air le prototype quadrimoteur (quatre moteurs individuels répartis sur les ailes) Heinkel He 177B. Après la réalisation de quelques autres prototypes, et contraint par la situation générale du Reich à cette époque, les travaux de développement sont interrompus fin 1944. 
Les He 177 cessèrent d'être employés quand la Luftwaffe commença à manquer de carburant : en juillet 1944, une seule mission des trois groupes du KG 1 consommait 20 % de la production quotidienne d'essence du Reich. La perte du pétrole roumain en août signa l'arrêt de mort non seulement du He 177 mais de la majeure partie du bombardement allemand.

## Les unités de He 177

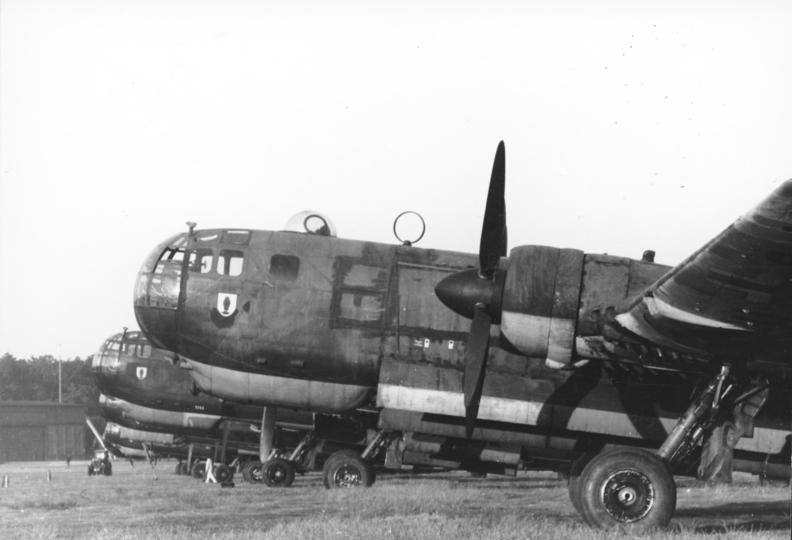
Un alignement de He 177.

Fin juin 1941, le IV(Erg)/KG 40 (Erg pour Erganzung, c'est-à-dire de remplacement immédiat ; dans la Luftwaffe, chaque escadre ou groupe autonome possède sa propre formation pour compenser les pertes subies, à raison d'une escadrille par groupe) reçoit le He 177 pour familiarisation et achèvement de la mise au point. En mai 1942, son 10(Erg)/KG 40 devient 15/KG 40 pour se consacrer uniquement au He 177, dont un an d'essais a montré les graves défauts.
En août 1942, ce 15/KG 40 devient I/KG 50, un groupe complet, accompagné de l'ErgSt/KG 50. Mais cette unité ne combat pas et se consacre toujours aux essais et à la mise au point. L'engagement des quelques He 177 disponibles lors du pont aérien de Stalingrad est désastreux : l'avion transporte très peu (il n'a pas été conçu pour ça, contrairement au He 111) et prend feu malgré des températures de −30 °C.
En février 1943, des He 177 arrivent au I/KG 4. En mai, le IV(Erg)/KG 100 en reçoit aussi quelques-uns. Il s'agit toujours de mise au point et non de combat.
En septembre 1943, le I/KG 50 devient II/KG 40 et l'ErgSt/KG 50 est redésigné IV(Erg)/KG 40, tandis qu'en octobre le I/KG 4 devient I/KG 100. L'intention de l'OKL est alors de constituer 2 escadres (à 3 groupes chacune) avec le nouveau He 177A-5 qui marche correctement (= sans prendre feu tout seul) : une de bombardement classique, le KG 100 (l'unité la plus avancée techniquement de la Luftwaffe depuis 1940) et une de bombardement naval, le KG 40 (dont les quadrimoteurs Fw 200 participent depuis 1940 à la bataille de l'Atlantique mais souffrent de plus en plus). De fait, le I/KG 40 passe sur He 177 en novembre 1943 et le II/KG 100 au printemps 1944.
Les He 177 participent donc à l'offensive nocturne contre l'Angleterre du début 1944 et s'y comportent honorablement. Leur engagement dans l'Atlantique est moins brillant malgré l'utilisation de bombes téléguidées Hs 293 (en effet, nombre de celles-ci sont sabotées par la Résistance française). L'OKL renonce alors à achever la conversion des 2 escadres concernées : les éléments du III/KG 40 et du III/KG 100 qui avaient reçu quelques He 177 les cèdent aux autres groupes et retrouvent leurs anciens avions.
L'OKL décide alors d'entamer une offensive de bombardements stratégiques en Russie : la défense y est nulle et les usines russes sont très loin du front, hors de portée des He 111 et Ju 88. En sera chargé le KG 1, une escadre sur Ju 88A-4 qui végète depuis l'automne 1943. Les I/KG 1 et II/KG 1 passent donc sur He 177 en février 1944, et le IV(Erg)/KG 1 en reçoit en mars. Avec la redésignation du I/KG 100 en III/KG 1 fin mai, la Luftwaffe dispose enfin d'une escadre complète (3 groupes de combat + 1 Erganzung) de son nouveau quadrimoteur. Ne restent que les I/KG 40 et II/KG 40 sur l'Atlantique, renforcés en avril 1944 par une escadrille météo, le Wekusta ObdL 2 (devenant peu après Wekusta OKL 2). L'offensive en Russie, de mai à juillet 1944, est un incontestable succès technique : les formations de He 177 atteignent toutes leurs objectifs pratiquement sans pertes car les chasseurs russes, conçus pour la basse altitude, sont incapables de les rejoindre (de plus, l'URSS n'a pas de couverture radar).
Mais à l'ouest, le débarquement de Normandie oblige la Luftwaffe à abandonner en juin la façade atlantique : le I/KG 40 est dissous dès juillet et le II/KG 40 replié en Allemagne où, en octobre 1944, on décidera de le convertir sur Me 262. Le IV(Erg)/KG 40, lui, est conservé en devenant ErgKGr He 177 en juillet 1944, récupérant une escadrille du IV(Erg)/KG 100 ; il est même porté à 4 escadrilles au lieu de 3. Quant au Wekusta OKL 2, il est dissous en septembre. Le II/KG 100 cesse à peu près toute activité mais est conservé tandis que le IV(Erg)/KG 100 est dissous en août-septembre 1944.
À l'est, l'offensive russe du 22 juin 1944 conduit à utiliser le He 177 pour l'appui au sol (comme d'ailleurs l'ont fait les Anglo-saxons en Normandie avec leurs quadrimoteurs) mais les résultats sont insignifiants pour des pertes élevées. Par ailleurs, la perte en août des pétroles de Roumanie étrangle toute la Wehrmacht. Les 4 groupes du KG 1 sont dissous en août (comme la quasi-totalité des unités de He 111).
En octobre 1944, l'ErgKGr He 177 redevient IV(Erg)/KG 40 et doit passer sur Me 262 mais sa 4e escadrille est conservée en tant qu'ErgSt He 177, devenant ErguESt FK avant dissolution en novembre 1944.
Ne reste plus alors que le II/KG 100 qui n'est dissous qu'en février 1945 ; peut-être comptait-on sur lui pour transporter une éventuelle bombe atomique allemande.
Indépendamment de ces unités qui utilisèrent effectivement l'appareil, les registres de la Luftwaffe montrent que les I/KG 3, II/KG 3, I/KG 54 et II/KG 54 étaient prévus comme devant passer sur He 177.